# 河口湖郵便局
河口湖郵便局（かわぐちこゆうびんきょく）は、山梨県南都留郡富士河口湖町にある郵便局。民営化前の分類では集配特定郵便局であった。

## 概要
住所：〒401-0399 山梨県南都留郡富士河口湖町船津3451

## 沿革
- 1891年（明治24年）5月16日 - 船津郵便局（三等）として開設[1]。
- 1894年（明治27年）1月1日 - 為替・貯金取扱を開始。
- 1962年（昭和37年）6月1日 - 河口郵便局から国際電報受付・配達および国内欧文電報受付・配達業務を移管[2]。
- 1963年（昭和38年）6月1日 - 河口湖郵便局に改称。
- 1967年（昭和42年）7月18日 - 電話交換、和文電報配達、欧文電報受付・配達および国際電報受付・配達業務を河口湖電報電話局に移管。
- 1989年（平成元年）9月25日 - 勝山郵便局から集配業務を移管。
- 2007年（平成19年）2月26日 - 上九一色郵便局から集配業務の一部[3]を移管[4]。
- 2007年（平成19年）10月1日 - 民営化に伴い、併設された郵便事業富士吉田支店河口湖集配センターに一部業務を移管。
- 2012年（平成24年）10月1日 - 日本郵便株式会社発足に伴い、郵便事業富士吉田支店河口湖集配センターを河口湖郵便局に統合。

## 取扱内容
- 郵便、印紙、ゆうパック、内容証明
- 貯金、為替、振替、振込、国際送金、国債
- 生命保険、バイク自賠責保険
- ゆうちょ銀行ATM
- 「401-03xx」区域（南都留郡富士河口湖町の全域、南都留郡鳴沢村の全域）の集配業務

## 風景印
- 図案は『河口湖にうつる逆富士』
- 使用開始日は1963年（昭和38年）8月1日

## 周辺
- 河口湖
- 富士河口湖町立船津小学校
- 国道137号

## アクセス
- 富士山麓電気鉄道富士急行線 河口湖駅から西へ300m（徒歩約5分）
- 富士急バス 河口湖駅停留所下車
- 中央自動車道（富士河口湖線） 河口湖ICもしくは東富士五湖道路 富士吉田ICから北へ約2.5km
- 駐車場あり：8台